# Contea di Milwaukee
La contea di Milwaukee (in inglese, Milwaukee County) è una contea dello Stato del Wisconsin, negli Stati Uniti. La popolazione al censimento del 2010 era di 947 735 abitanti. Il capoluogo di contea è Milwaukee.

## Geografia antropica

### Centri abitati
- Bayside (parte)
- Brown Deer
- Cudahy
- Fox Point
- Franklin
- Glendale
- Greendale
- Greenfield
- Hales Corners
- Milwaukee (parte)
- Oak Creek
- River Hills
- Shorewood
- South Milwaukee
- St. Francis
- Wauwatosa
- West Allis
- West Milwaukee
- Whitefish Bay